# DAF 2800/3300/3600
DAF 2800/3300/3600 (заводський індекс F241) — сімейство важких вантажівок нідерландської компанії DAF Trucks.

## Історія

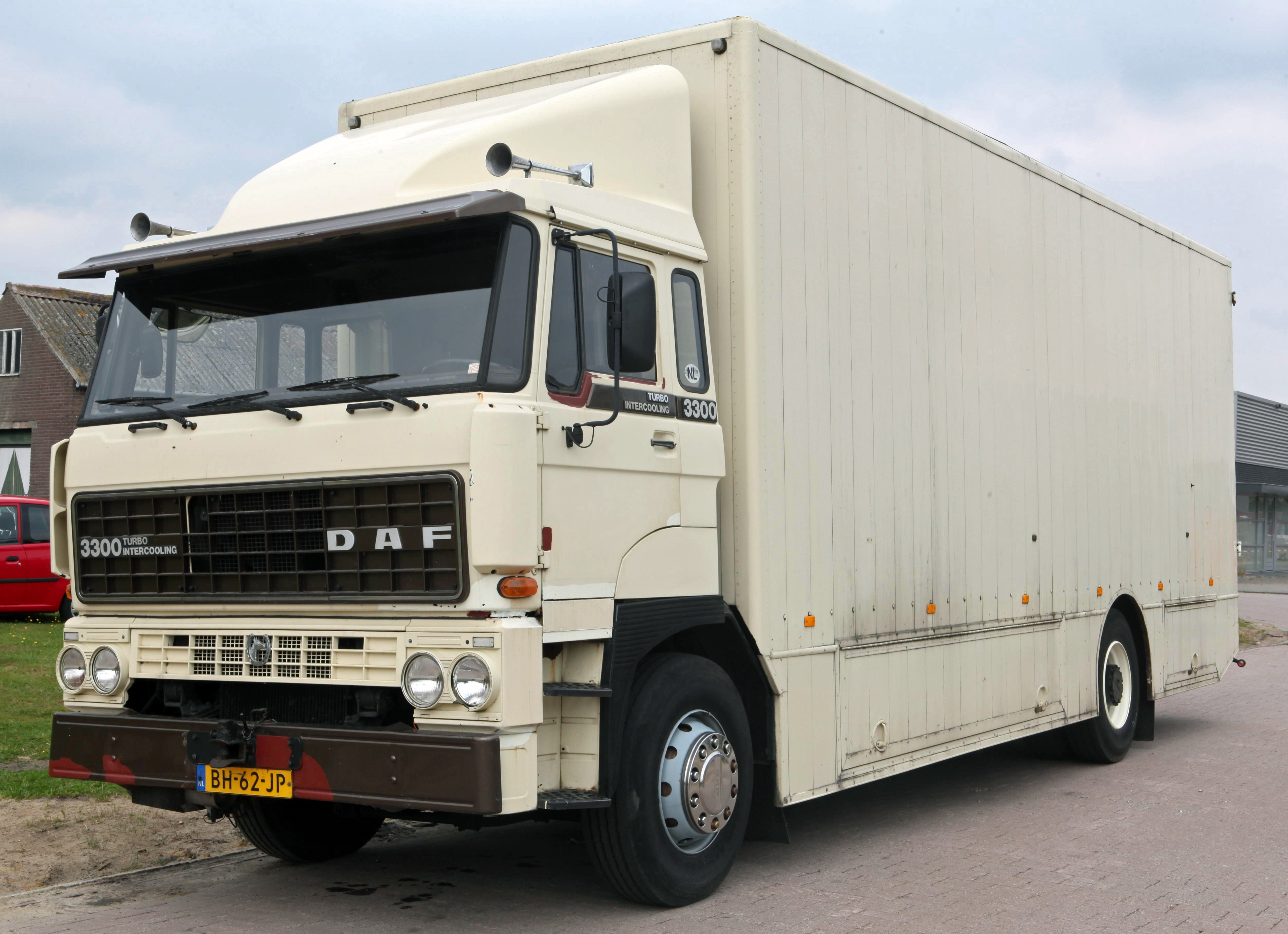
DAF 3300

У 1973 році представили флагманську модель DAF 2800, яка замінила DAF 2600. DAF 2800 отримав більш широку (на 20 см) кабіну F241 з широкими ґратами радіатора з чорної пластмаси та чотирма круглими фарами. На автомобілі встановлювали нові 11,6-літрові двигуни з турбонаддувом потужністю 280 к.с.
У 1975 році з'явилася версія Supercontinental з інтер'єром підвищеного комфорту.
У 1978 році гаму DAF 2800 доповнили шасі з колісною формулою 8х4 у вигляді самоскидів ФАД і бетономішалок.
З 1982 року випускалася DAF 3300 з дизелем DKX1160 з турбонаддувом потужністю 330 к.с. Ці автомобілі застосовувалися виключно для міжміських і спеціальних перевезень. У 1981 році всі кабіни важких машин отримали посилену звукоізоляцію, знизивши рівень внутрішнього шуму на 4-5 дБ.
У 1985 році представили кабіну Space Cab з високим дахом. У тому ж році DAF впровадив друге покоління дизельних двигунів з турбонаддувом і охолодженням повітря, що нагнітається, що отримали назву ATi (Advanced Turbo проміжним), що дозволила підвищити потужність при скороченні витрати палива і зниженні вмісту токсичних домішок у відпрацьованих газах.
З 1985 року розпочався випуск нової флагманської серії DAF 3600 з дизелем "DKZ 1160ATi" потужністю 373 к.с.
В 1987 році дебютувала нова модель DAF 95, яка поступово замінила сімейство DAF 2800/3300/3600.
Останній автомобіль серії DAF 2800/3300/3600 виготовлений в 1991 році.

## Двигуни
- 11.6 L DAF 1160 td I6 280/330/373 к.с.